# Conophyma pavlovskii
Conophyma pavlovskii är en insektsart som beskrevs av Yu S. Tarbinsky 1955. Conophyma pavlovskii ingår i släktet Conophyma och familjen Dericorythidae. Inga underarter finns listade i Catalogue of Life.